# Kurt Peter Larsen
Kurt Peter Larsen (født 27. maj 1953) skriver på dansk, svensk, engelsk og tysk og er den danske halvdel af forfatterduoen Oravsky/Larsen. Larsen og Vladimir Oravsky blev 2006 belønnet med førstepræmien i den verdensomspændende dramakonkurrence arrangeret af The International Playwrights’ Forum, The International Theatre Institute (ITI) og The International Association of Theatre for Children and Young People (ASSITEJ) for deres stykke ’AAAHR!!!’.